# Tyrrell Racing
A Tyrrell Racing Organisation (röviden Tyrrell) egy volt Formula–1-es csapat, amelyet Ken Tyrrell alapított 1958-ban. Kezdetben alacsonyabb osztályokban szerepeltek, majd 1968-tól 1998-ig a Formula–1-ben vettek részt, saját építésű autókkal az 1970-es kanadai nagydíj óta voltak jelen a sportágban. A legnagyobb sikereket az 1960-as évek végén és az 1970-es évek elején érték el, amikor Jackie Stewart három versenyzői- (1969, 1971 és 1973) és egy konstruktőri világbajnoki (1971) címet szerzett csapatának. A későbbiekben már nem szerepeltek ilyen eredményesen, utolsó győzelmüket az 1983-as kelet-amerikai nagydíjon szerezték meg. Leghíresebb versenyzői Jackie Stewart, Jody Scheckter és Jean Alesi volt. A csapat 1998-ban szűnt meg, miután a BAR felvásárolta őket.

## A csapat története

### Alacsonyabb osztályokban (1958–1967)
A Tyrrell Racing először a Formula–3-ban mutatkozott be, 1958-ban. Ekkor még az alapító, Ken Tyrrell is versenyzett. Miután Tyrrell rájött, hogy nem igazán megy neki a versenyzés, a Formula–Junior nevű kategóriában indított egy csapatot, ahol már nem mint versenyző, hanem csapatvezető volt a csapat tagja. Tyrrell már ezekben az években leszerződtette a csapathoz Jackie Stewartot, aki később, szintén az istálló színeiben, háromszoros világbajnok tudott lenni. 1965-ben, 1966-ban és 1967-ben a BRM-mel együttműködve a Formula–2-ben indultak, ekkor határozták el, hogy 1968-ban Formula–1-es csapatot fognak indítani.

### A Formula–1-ben

#### 60-as évek

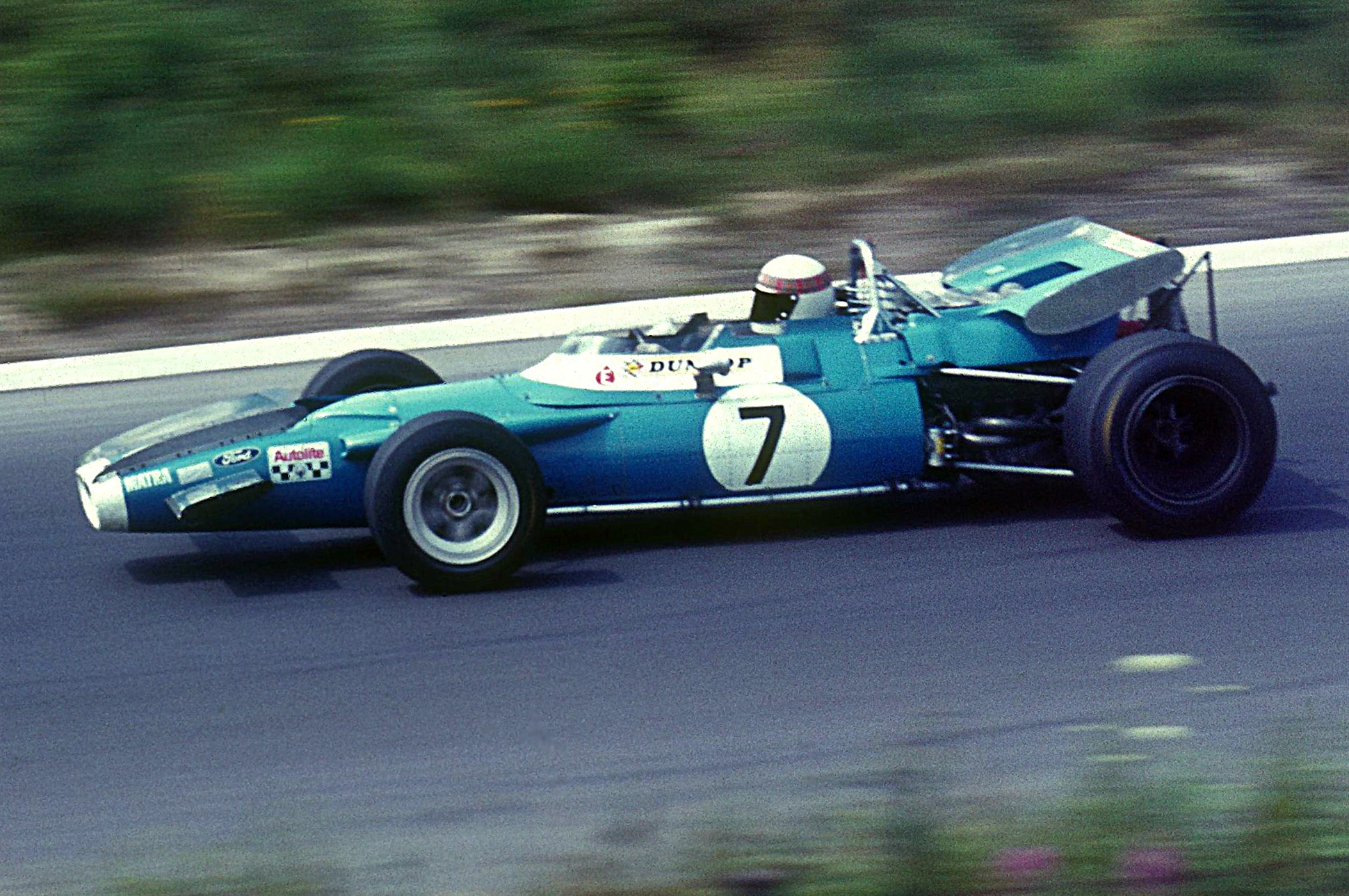
Jackie Stewart 1969-ben

Tyrrell 1968-ban végre megvalósította álmát, az Elf és a Ford segítségével beléphetett csapatával a Formula–1-be. A csapat kasztniját a Matra nevű francia cég gyártotta.
1969-ben a Matra úgy döntött, hogy nem marad tovább az F1-ben. Ennek ellenére Jackie Stewart könnyedén nyerte meg ebben az évben a VB-t a Cosworth-motorral hajtott autójával. Egyébként ez volt az első világbajnokság, hogy francia érdekeltségű csapat nyerni tudott az F1-ben. Nagyszerű kezdés volt, rögtön a 2. évükben megnyerték a VB-t.

#### 70-es évek

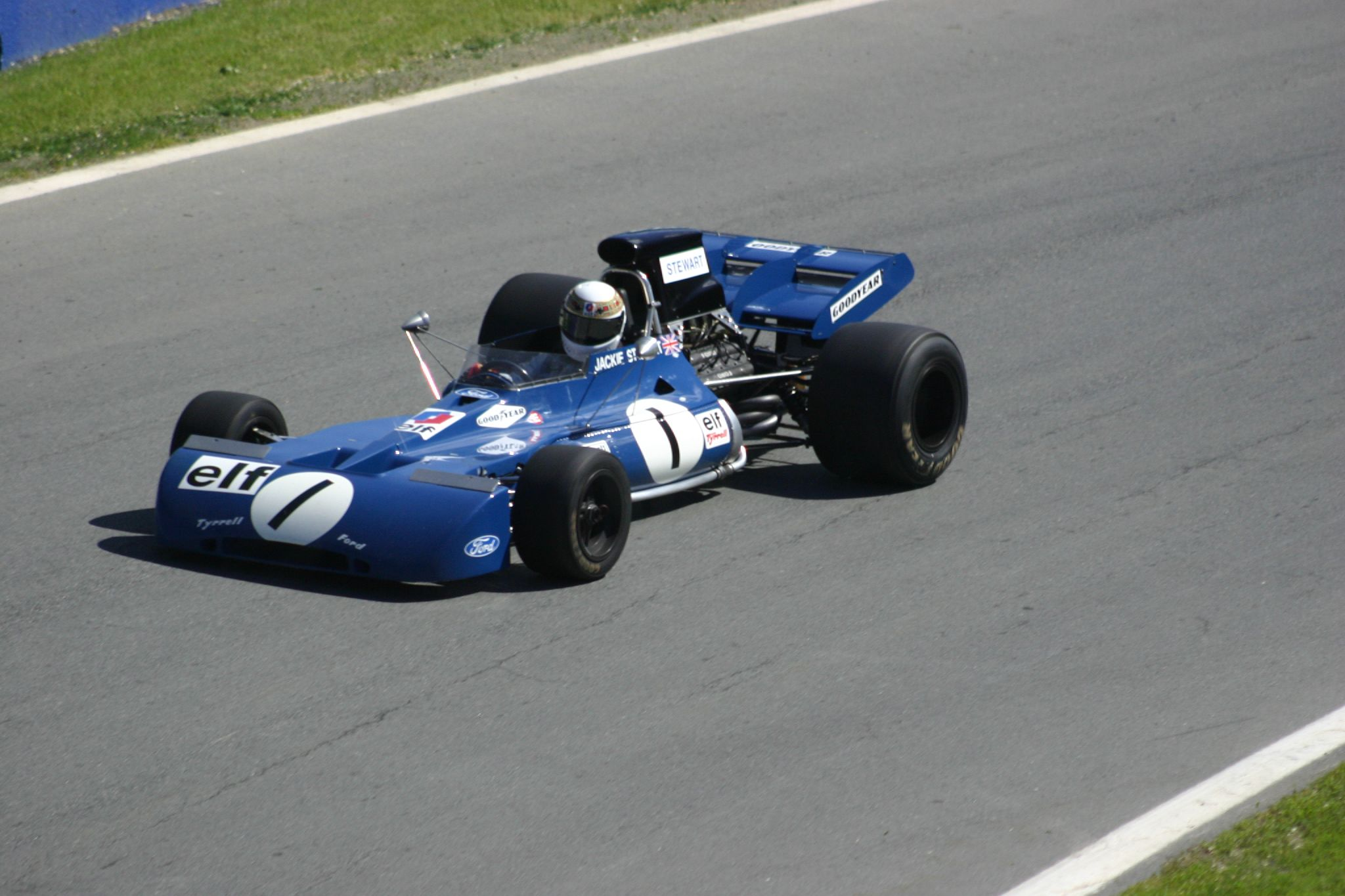
A Tyrrell 003-as, amivel Jackie Stewart vezetésével 1971-ben az istálló mindkét VB-t megnyerte

Az 1970-es szezonra a Tyrrell egyesült a francia-amerikai céggel, a Simca-val, ami támogatójuk, a Ford riválisának, a Chryslernek egy leányvállalata. Ekkor a Matra megkérte őket, hogy inkább az ő motorjukat használják a Cosworth helyett. Ám miután Stewart tesztelte azt, arra a megállapításra jutott, hogy a Matra motorja nagyságrendekkel gyengébb a Cosworth-motornál.
A Tyrrell költségvetésének nagy részét a Ford és a francia olajcég, az Elf támogatása tette ki. Ez utóbbinak volt egy megállapítása a Renault-val, miszerint nem támogathat Simca-partnert, emiatt Ken Tyrrellnek kevés lehetősége volt, végül a March kasztniját vásárolta meg, ám ez csak ideiglenes megoldás volt, miközben a csapat, nagy titokban, elkezdte első saját autóját tervezni.

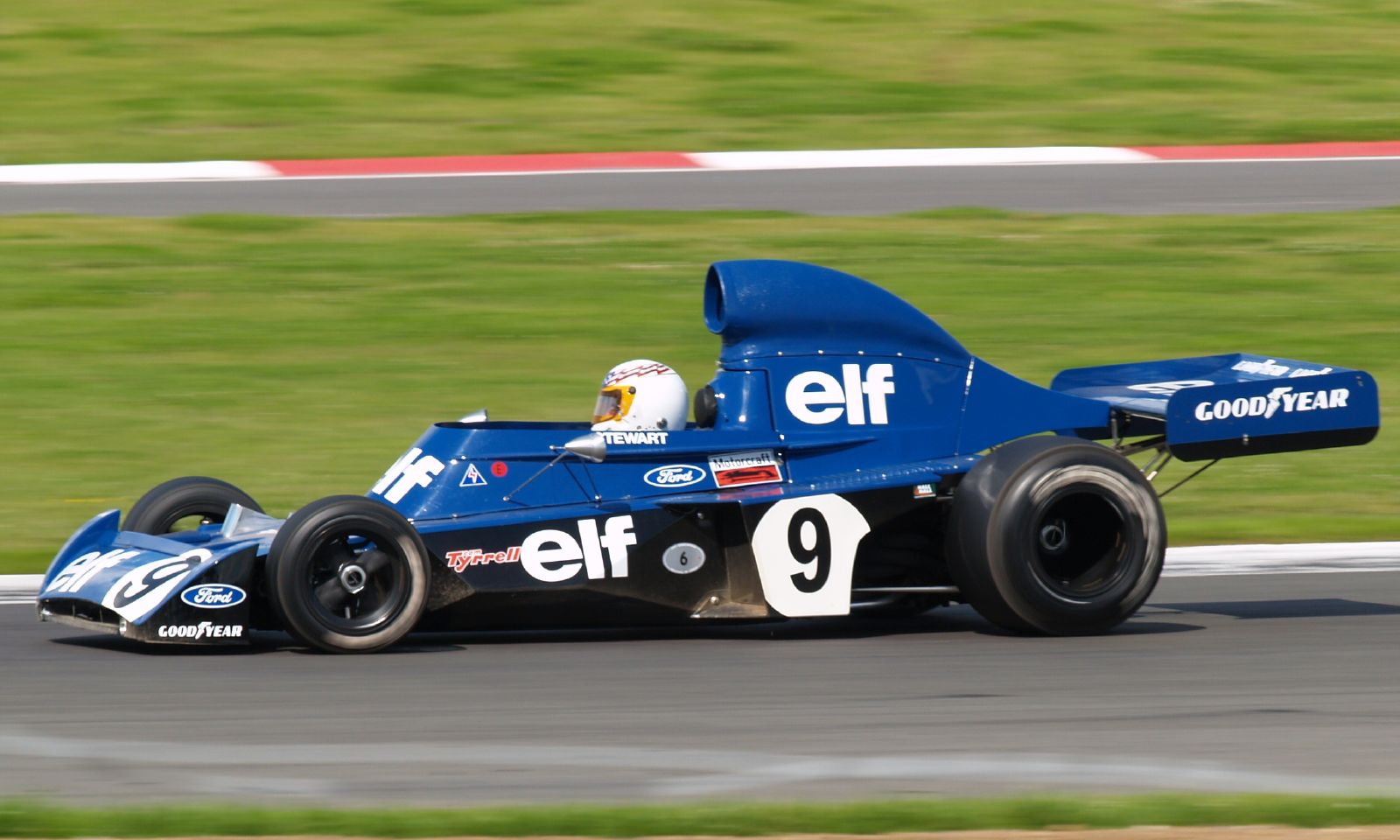
A Tyrrell 006-os, amivel Jackie Stewart 1973-ban ismét megnyerte az egyéni VB-t

A csapatot továbbra is támogatta a francia olajipari óriás, az Elf. Tyrrell szerette volna megtartani a tradicionálisan francia, kék versenyautó-színeket a csapat létének nagy része alatt. A March-Ford, ami végül is Tyrrell volt, 1970-ben közepes sikerrel futott, miközben Derek Gardnerrel még mindig dolgoztak a csapat első teljesen saját autóján az angliai Ockham városában.
1970 végén felbukkant a Tyrrell 001-es, ami nagyban hasonlított az MS80-asra, amivel anno mindkét VB-t megnyerték Stewarttal és François Cevert-rel. Stewart 1972-ben gyomorfekéllyel küszködött, de 1973-ban teljesen egészségesen tért vissza a versenypályákra.

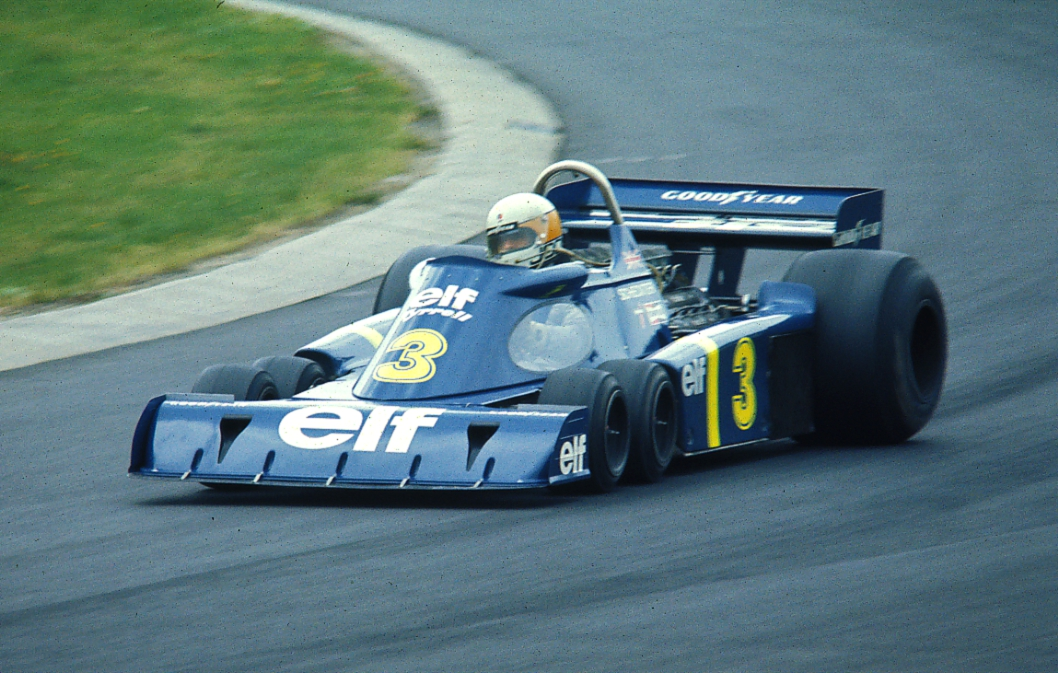
Az 1976-ban bevetett, hatkerekű P34-es, alighanem a legradikálisabb F1-es autó

Ebben az évben ő és Cevert végeztek a VB első két helyen. 1973. október 6-án beárnyékolta a csapatot egy tragédia. Az ez évi amerikai nagydíjon, Watkins Glenben François Cevert elhunyt egy gyakorláson. Stewart a szezon végén visszavonult, valamint az istálló is hirtelen visszalépett, tálcán kínálva a konstruktőri elsőséget a Lotusnak. Stewart a szezon végén hivatalosan is bejelentette visszavonulását, és a Tyrrell, sztárversenyzőjük és francia támogatója nélkül többé sohasem tudtak hasonló magasságokba emelkedni.

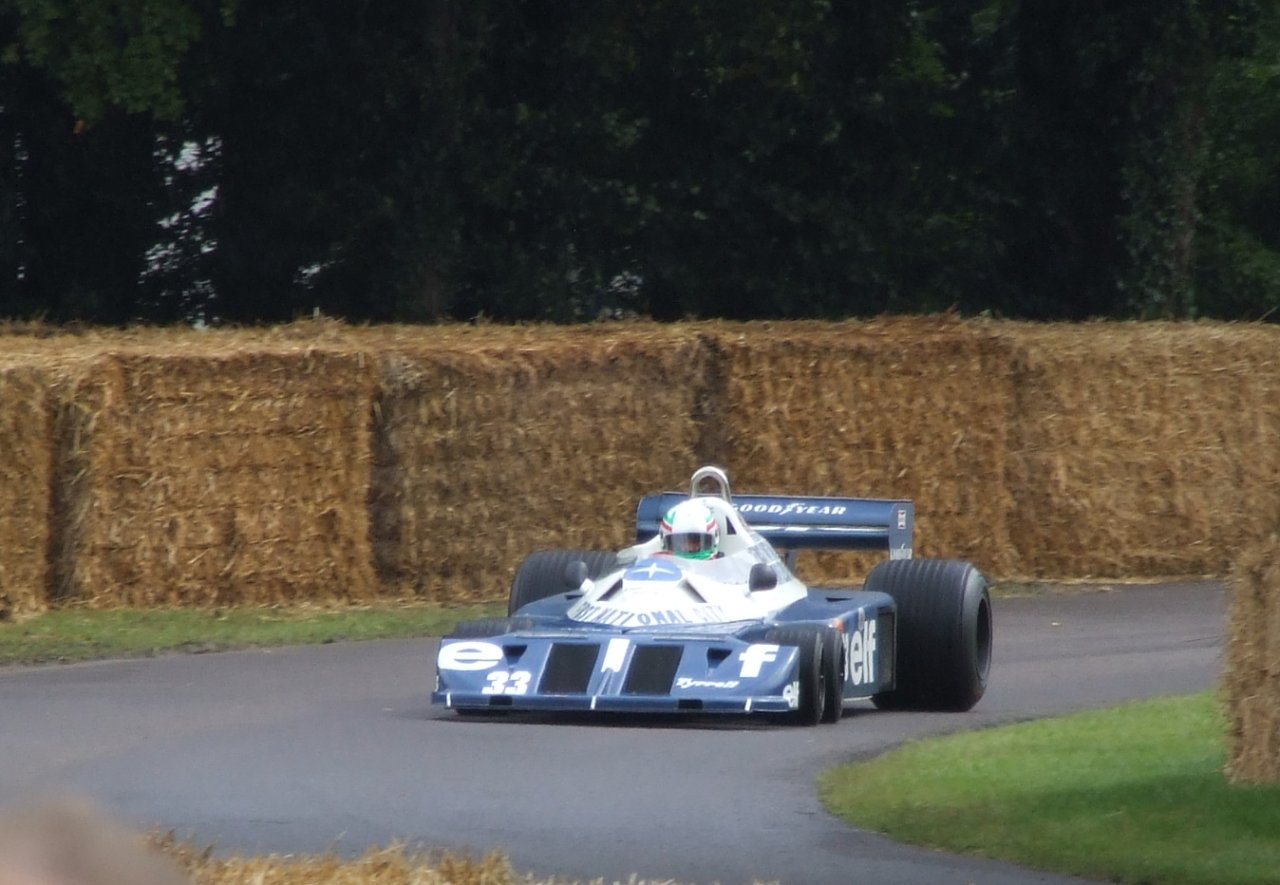
A P34-es 1977-es változata

Ennek ellenére az istálló egy erős középcsapat maradt, és a 70-es években továbbra is tudtak versenyeket nyerni Scheckterrel és Depailler-vel. A legemlékezetesebb győzelmük az 1976-os svéd nagydíjon volt, amikor kettős győzelmet arattak, a Derek Gardner tervezte P34-essel. A P34-es volt az első (és egyetlen) sikeres hatkerekű F1-es autó.

#### 80-as évek

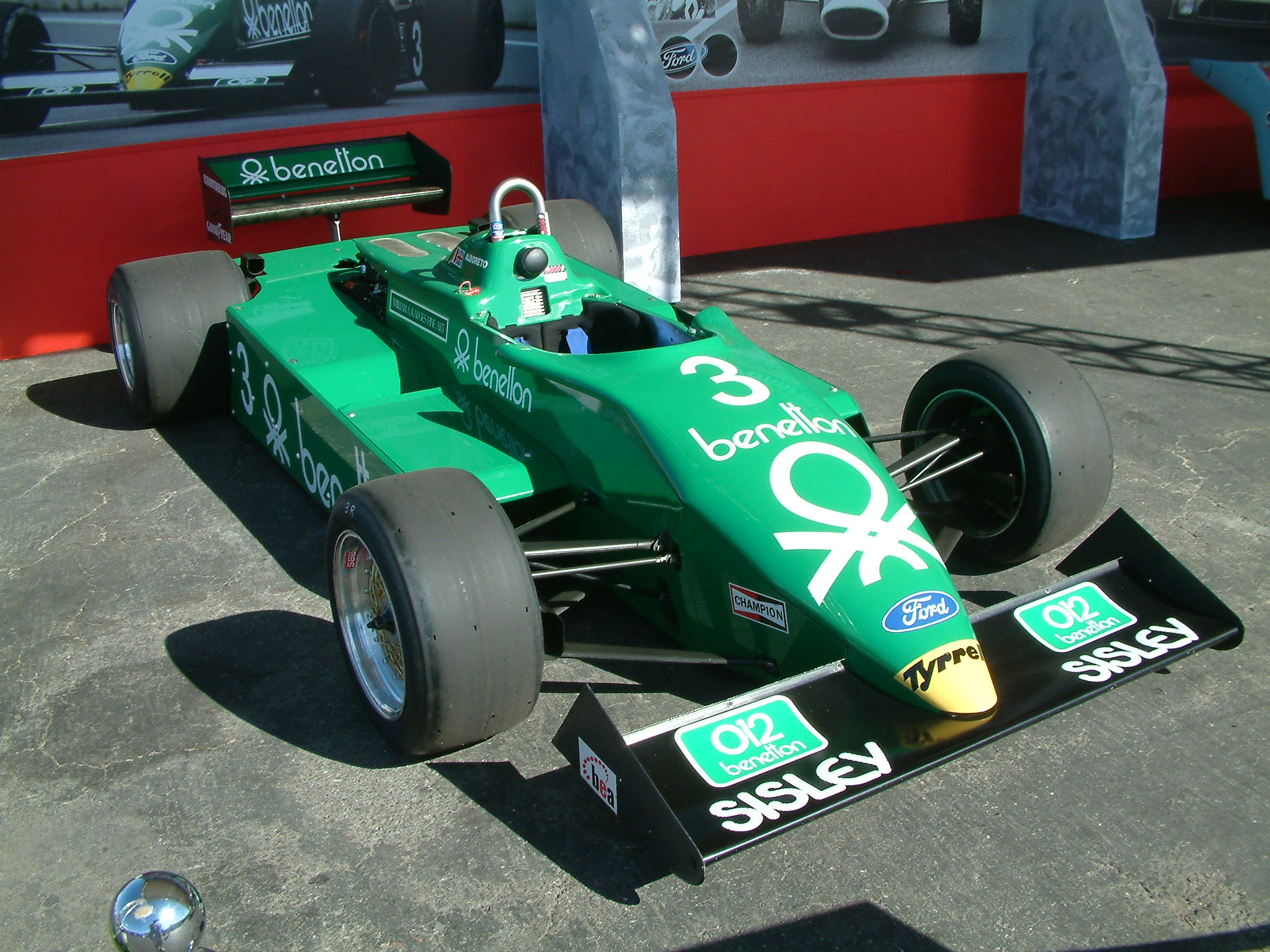
Az 1983-ban használt Tyrrell 011-es

1977-től kezdődően, egészen az 1980-as évek közepéig szinte az összes csapat lecserélte a korábban használt szívómotorokat turbómotorokra, ám a megfelelő anyagi háttér nélkül a Tyrrellnek maradnia kellett a korábban használt Cosworth DFV-nél. Két évtized technikája ötvöződött az istállónál, amely ekkoriban már sokat küzdött pénzügyi nehézségekkel. Ekkor a régi motor megtartása tűnt a legészszerűbbnek. Az utolsó győzelmüket a klasszikus turbómotorral az 1983-as kelet-amerikai nagydíjon szerezték Michele Alboreto révén. Ezzel együtt ez volt a csapat utolsó győzelme is. A csapatot utólag kizárták az 1984-es szezonból, miután ólmot találtak az autóik benzintartályában a kelet-amerikai nagydíjon. Ezek után nem keltett meglepetést, hogy miután a Tyrrellt kizárták, egyhangúlag megszavazták a maximum benzinmennyiség megváltoztatását, ezzel együtt szinte az egész, a turbó-motoroknak kedvező szabálykönyvet is átírták.
A Tyrrell a 80-as, 90-es években már csak szenvedett, egyre nagyobb pénzügyi nehézségek jelentkeztek az istállónál, és a klub fokozatosan tönkrement. Az, hogy Ken Tyrrell még ilyen nehézségek és a sikeres éveket meg sem közelítő eredmények ellenére is kitartott, mélyen elismert emberré tették őt a bokszutca berkeiben.

#### 90-es évek
A 90-es évek elején még a francia Jean Alesi vezetésével, a Harvey Postlethwaite által tervezett Tyrrell 019-essel még párszor borsot törtek a nagyok orra alá, ugyanis például 1990-ben Alesi két második helyezést is elkönyvelhetett Phoenixben és Monacóban - előbbin a győzelemhez is nagyon közel került az istálló, Alesi ugyanis 30 körön keresztül vezette is a versenyt. A francia a következő idényt már a Ferrarinál kezdte, ám egy nagyobb szponzori segítséggel még Stefano Modenának sikerült egy első soros rajthelyet elérnie a monacói nagydíjon, ahol a 2. helyre kvalifikálta magát, Ayrton Senna mögé/mellé és a következő futamon Kanadában 2. lett a futamon. Ezután már semmi komoly eredményt nem sikerült produkálnia a csapatnak, visszaestek a középmezőnybe.

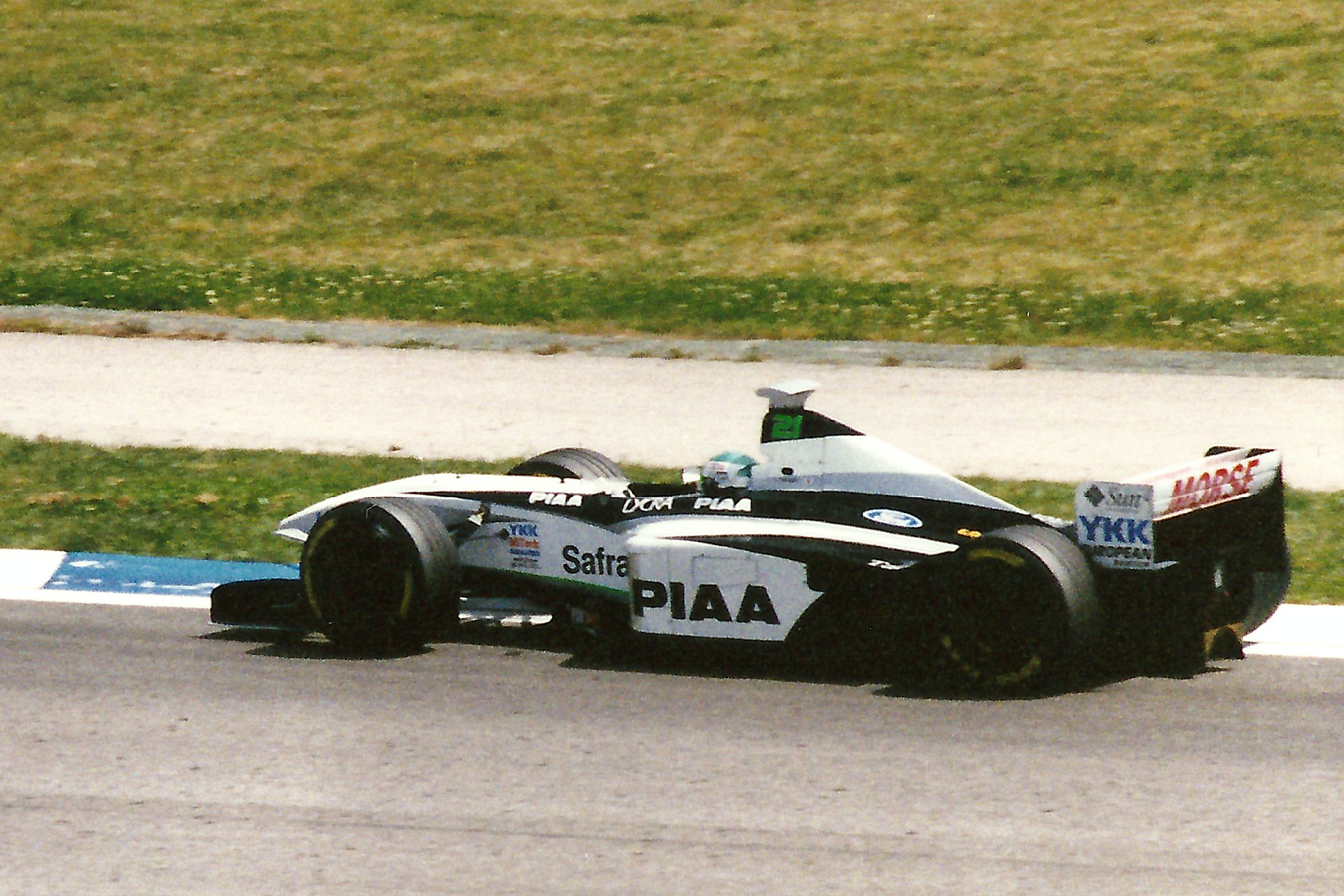
Az utolsó Tyrrell az 1998-as spanyol nagydíjon Takagival

1998 végén Ken Tyrrell eladta az istállót a British American Tobacco amerikai dohányipari cégnek, és később, a Tyrrell jogutódjaként, megalakult a BAR, az 1999-es VB-n már ezen a néven indultak. A BAR nem igazán tudta megismételni elődje sikereit, bár 2004-ben több dobogós helyezést is sikerült elérniük, főleg a brit Jenson Buttonnal, a japán Szató Takuma egyszer lett dobogós, ám futamot a megalakulásuk óta egyszer sem tudtak nyerni. A BAR jogutódja 2005-ben a Honda gyári csapat lett, ahol Button meg tudta nyerni a 2006-os magyar nagydíjat. Később a Honda kiszállásával Brawn GP néven (2009), majd 2010-től gyári Mercedes csapatként él a jogfolytonosság.
A Tyrrell utolsó versenye a japán nagydíj volt, ahol Ricardo Rosset nem tudta magát kvalifikálni, a csapat másik tagja, Takagi Toranoszuke pedig a 28. körben kiesett, miután ütközött Esteban Tuero Minardijával.
Ken Tyrrell 2001. augusztus 25-én rákban hunyt el.

## Teljes eredménylista
Jelmagyarázat: D =Dunlop, A =Avon, G =Goodyear, P =Pirelli

A félkövérrel jelzett versenyző abban az évben világbajnok lett.
| Évad | Modell                  | Gumi | Motor                   | Versenyzők                                                                  | Helyezés              |
| ---- | ----------------------- | ---- | ----------------------- | --------------------------------------------------------------------------- | --------------------- |
| 1998 | 026                     | G    | Ford V10                | Ricardo Rosset Takagi Toranoszuke                                           | – (0 pont)            |
| 1997 | 025                     | G    | Ford V8                 | Jos Verstappen Mika Salo                                                    | 10. (2 pont)          |
| 1996 | 024                     | G    | Yamaha V10              | Katajama Ukjó Mika Salo                                                     | 8. (5 pont)           |
| 1995 | 023                     | G    | Yamaha V10              | Katajama Ukjó Gabriele Tarquini Mika Salo                                   | 9. (5 pont)           |
| 1994 | 022                     | G    | Yamaha V10              | Katajama Ukjó Mark Blundell                                                 | 7. (13 pont)          |
| 1993 | 020C, 021               | G    | Yamaha V10              | Katajama Ukjó Andrea de Cesaris                                             | – (0 pont)            |
| 1992 | 020B                    | G    | Ilmor V10               | Olivier Grouillard Andrea de Cesaris                                        | 6. (8 pont)           |
| 1991 | 020                     | P    | Honda V10               | Nakadzsima Szatoru Stefano Modena                                           | 6. (12 pont)          |
| 1990 | 018, 019                | P    | Ford V8                 | Nakadzsima Szatoru Jean Alesi                                               | 5. (16 pont)          |
| 1989 | 017B, 018               | G    | Ford V8                 | Jonathan Palmer Michele Alboreto Jean Alesi Johnny Herbert                  | 5. (16 pont)          |
| 1988 | 017                     | G    | Ford V8                 | Jonathan Palmer Julian Bailey                                               | 8. (5 pont)           |
| 1987 | DG016                   | G    | Ford V8                 | Jonathan Palmer Philippe Streiff                                            | 6. (11 pont)          |
| 1986 | 014, 015                | G    | Renault (turbó)         | Martin Brundle Philippe Streiff                                             | 7. (11 pont)          |
| 1985 | 012, 014                | G    | Renault (turbó) Ford V8 | Martin Brundle Stefan Johansson Stefan Bellof Ivan Capelli Philippe Streiff | 9. (7 pont)           |
| 1984 | 012                     | G    | Ford V8                 | Martin Brundle Stefan Johansson Stefan Bellof Mike Thackwell                | Kizárva               |
| 1983 | 011, 012                | G    | Ford V8                 | Danny Sullivan Michele Alboreto                                             | 7. (12 pont)          |
| 1982 | 011                     | G    | Ford V8                 | Slim Borgudd Brian Hanton Michele Alboreto                                  | 7. (25 pont)          |
| 1981 | 010, 011                | M A  | Ford V8                 | Eddie Cheever Kevin Cogan Ricardo Zuniño Michele Alboreto                   | 8. (10 pont)          |
| 1980 | 009, 010                | G    | Ford V8                 | Derek Daly Jean-Pierre Jarier Mike Thackwell                                | 6. (12 pont)          |
| 1979 | 009                     | G    | Ford V8                 | Didier Pironi Jean-Pierre Jarier Geoff Lees Derek Daly                      | 5. (28 pont)          |
| 1978 | 008                     | G    | Ford V8                 | Didier Pironi Patrick Depailler                                             | 4. (38 pont)          |
| 1977 | P34                     | G    | Ford V8                 | Ronnie Peterson Patrick Depailler                                           | 5. (27 pont)          |
| 1976 | 007, P34                | G    | Ford V8                 | Jody Scheckter Patrick Depailler                                            | 3. (71 pont)          |
| 1975 | 007                     | G    | Ford V8                 | Jody Scheckter Patrick Depailler Jean-Pierre Jabouille Michel Leclère       | 5. (25 pont)          |
| 1974 | 005, 006, 007           | G    | Ford V8                 | Jody Scheckter Patrick Depailler                                            | 3. (52 pont)          |
| 1973 | 005, 006                | G    | Ford V8                 | Jackie Stewart François Cevert Chris Amon                                   | 2. (82 pont)          |
| 1972 | 002, 003, 004, 005, 006 | G    | Ford V8                 | Jackie Stewart François Cevert Patrick Depailler                            | 2. (51 pont)          |
| 1971 | 001, 002, 003           | G    | Ford V8                 | Jackie Stewart François Cevert Peter Revson                                 | Világbajnok (73 pont) |
| 1970 | March 701, 001          | D    | Ford V8                 | Jackie Stewart Johnny Servoz-Gavin François Cevert                          | 3. (28 pont)          |

## Külső hivatkozások
| Előző világbajnok: Lotus | Formula–1-es világbajnok 1971 | Formula–1-logó | Következő világbajnok: Lotus |